# Sachseln
Sachseln je obec ve švýcarském kantonu Obwalden. Leží přibližně 3 kilometry jižně od hlavního města kantonu, Sarnenu, v nadmořské výšce 483 metrů. Žije zde přibližně 5 100 obyvatel. 

## Geografie
Sachseln leží v údolí Sarneraatal na jihovýchodním břehu jezera Sarnersee v nadmořské výšce 483 m n. m. Nejnižším bodem je hladina Sarnersee v nadmořské výšce 469 m n. m., nejvyšším bodem je Brünig-Haupt v nadmořské výšce 2312 m n. m. Na východní straně hranice obce téměř zcela kopíruje tok řeky Grosse Melchaa, zatímco na západě probíhá hranice dlouhými úseky korytem řeky Kleine Melchaa. K Sachselnu patří také západní strana údolí Melchtal.
Obec se dělí na hlavní obec Sachseln, výše položené poutní místo Flüeli-Ranft (do 19. století známé jen jako Berg) a vesnice Edisried a Ewil na jihu, s chatařskou oblastí Ried na jižním břehu jezera Sarnersee.
Na území obce Sachseln se nachází střed Švýcarska, a to v oblasti Älggi-Alp.

## Historie

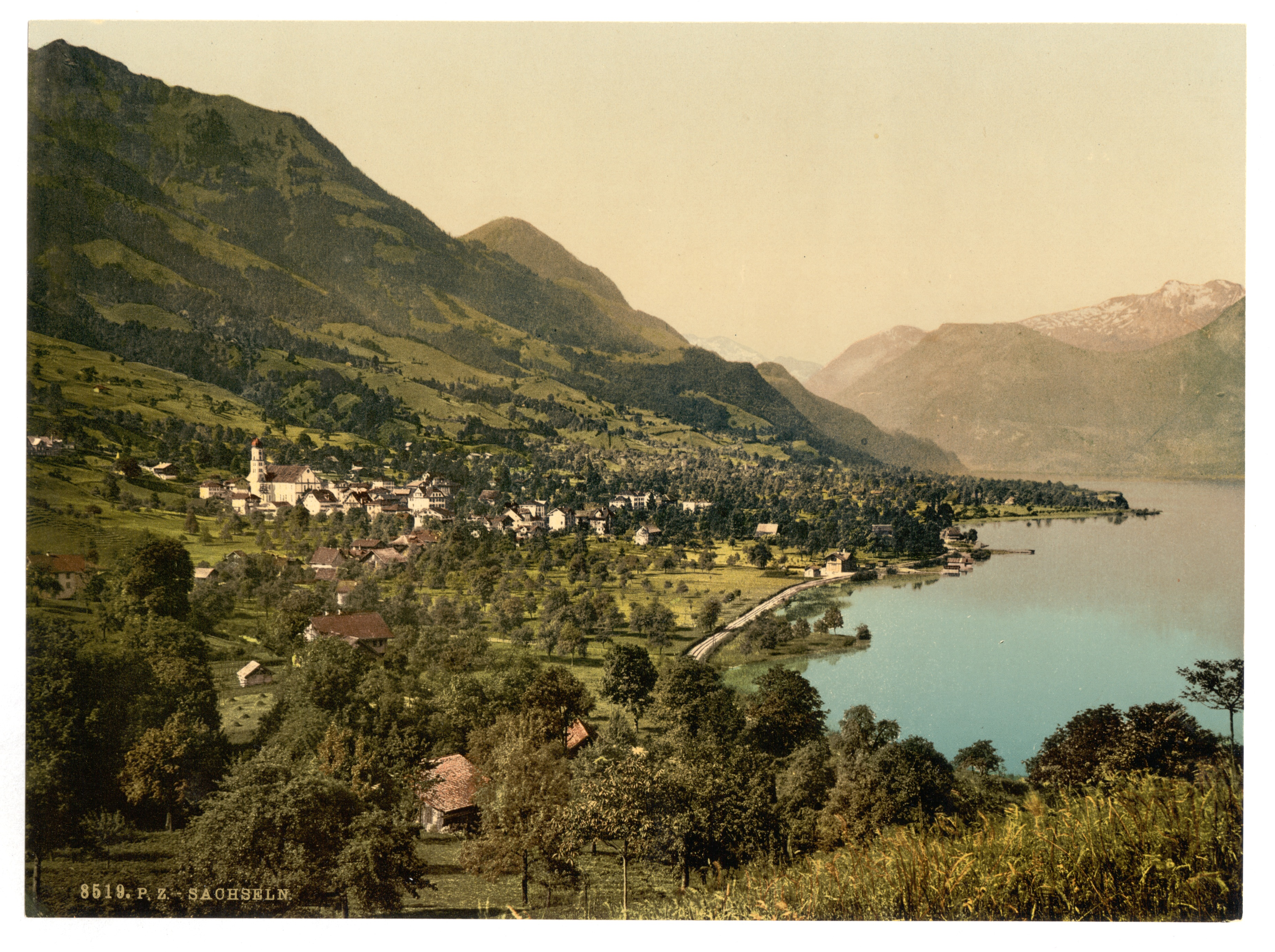
Sachseln okolo roku 1900

První zmínka o obci pochází z roku 1173 pod názvem Sahcslen. V dolní části obce se nachází pohřebiště, pravděpodobně z raného středověku. Archeologický výzkum přinesl doklady o románském kostele z 12./13. století, z něhož se do dnešních dnů dochovala zvonice. V roce 1275 se kostel objevuje v textu Liber decimationis kostnického biskupství jako nejchudší kostel ve středním Švýcarsku. Nová budova z let 1672–1684 je významnou památkou švýcarského raného baroka. Od roku 1679 je zde také pohřben bratr Klaus (Bruder Klaus). Původní hrob poustevníka se nachází v kapli připojené k věži. Hrabě Ulrich von Lenzburg daroval kolem roku 1100 svůj majetek v Sachselnu opatství Beromünster. Až do 15. století měly dvorské právo také kláštery St. Blasien ve Schwarzwaldu a Murbach-Luzern. Ve 14. století drželi církevní právo Habsburkové. Právo kolatury přešlo de facto v roce 1415, de iure v roce 1461 na kanton Obwalden, po roce 1786 na církevní obec Sachseln a v roce 1970 na reorganizovanou farnost Sachseln. Od 14. století byla místní správa v kompetenci farnosti. Podle kantonální ústavy z roku 1850 se dělila na farnosti pro obyvatele, občany a korporace. V roce 1970 byla vytvořena farnost a v roce 1992 byla občanská farnost začleněna do farnosti obyvatel. Za využitelný společný majetek (les, společná půda, alpy) odpovídá obec.
Poutě daly vzniknout hostincům již v 15. a 16. století a od té doby ovlivňují život v obci. Zemědělství a chov dobytka formovaly hospodářství obce až do poloviny 20. století. Výstavba silnice do Brünigu (kolem roku 1860) a napojení na železnici Brünigbahn (1888) podpořily cestovní ruch a udělaly ze Sachselnu lázeňskou obec. Kolem roku 1900 byla v Sachselnu postavena továrna na dřevěné zboží. V důsledku kantonální podpory průmyslu v 50. a 60. letech 20. století se v obci usadily další významné podniky (potravinářství, pohonná technika, kovové filtry); v roce 1990 poskytoval obchod a průmysl 54 % pracovních míst a v roce 2005 více než 60 %.

## Obyvatelstvo
K 31. prosinci 2021 v obci žilo 5172 obyvatel.

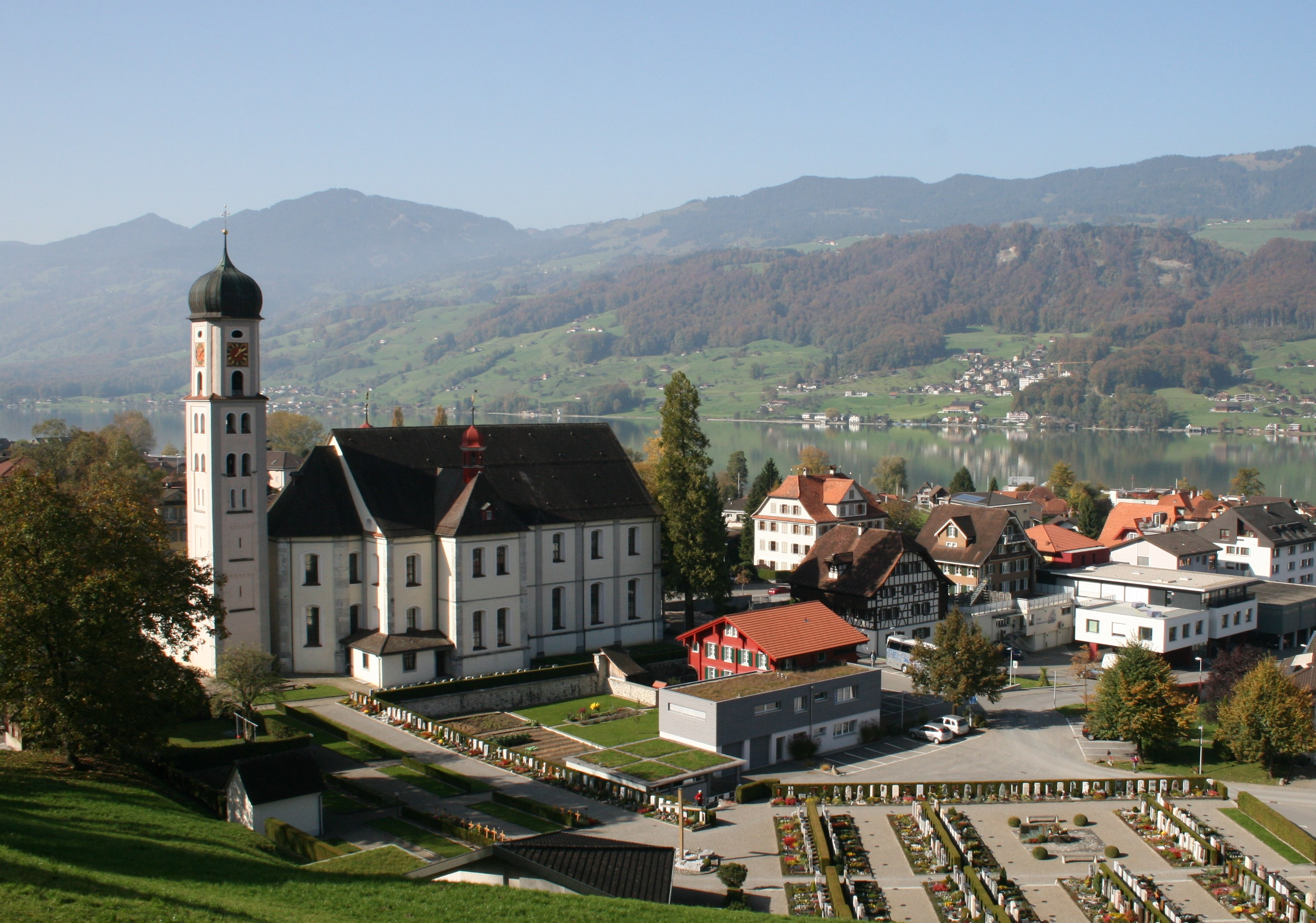
Kostel v Sachselnu

### Vývoj populace
V 18. století nedocházelo k nárůstu počtu obyvatel kvůli vysoké dětské úmrtnosti. Mezi lety 1799 a 1920 počet obyvatel vzrostl jen nepatrně. Důvodem byl nedostatek pracovních míst a s tím související migrace do jiných regionů Švýcarska a do zámoří. Od konce druhé světové války se situace zásadně změnila. Vzniklo mnoho pracovních míst ve větších podnicích a došlo také k přistěhovalectví ze zahraničí. Mezi lety 1941 a 2018 se tedy počet obyvatel zvýšil o 243 %, tedy o více než 3000 osob.
| Vývoj počtu obyvatel | Vývoj počtu obyvatel | Vývoj počtu obyvatel | Vývoj počtu obyvatel | Vývoj počtu obyvatel | Vývoj počtu obyvatel | Vývoj počtu obyvatel | Vývoj počtu obyvatel | Vývoj počtu obyvatel | Vývoj počtu obyvatel | Vývoj počtu obyvatel | Vývoj počtu obyvatel | Vývoj počtu obyvatel | Vývoj počtu obyvatel | Vývoj počtu obyvatel | Vývoj počtu obyvatel | Vývoj počtu obyvatel | Vývoj počtu obyvatel | Vývoj počtu obyvatel | Vývoj počtu obyvatel | Vývoj počtu obyvatel |
| -------------------- | -------------------- | -------------------- | -------------------- | -------------------- | -------------------- | -------------------- | -------------------- | -------------------- | -------------------- | -------------------- | -------------------- | -------------------- | -------------------- | -------------------- | -------------------- | -------------------- | -------------------- | -------------------- | -------------------- | -------------------- |
| Rok                  | 1744                 | 1799                 | 1837                 | 1850                 | 1860                 | 1870                 | 1880                 | 1888                 | 1900                 | 1910                 | 1920                 | 1930                 | 1941                 | 1950                 | 1960                 | 1970                 | 1980                 | 1990                 | 2000                 | 2010                 |
| Počet obyvatel       | 1292                 | 1250                 | 1358                 | 1506                 | 1485                 | 1645                 | 1701                 | 1557                 | 1628                 | 1821                 | 1885                 | 2016                 | 2117                 | 2423                 | 2721                 | 3059                 | 3406                 | 3819                 | 4305                 | 4850                 |

### Jazyky

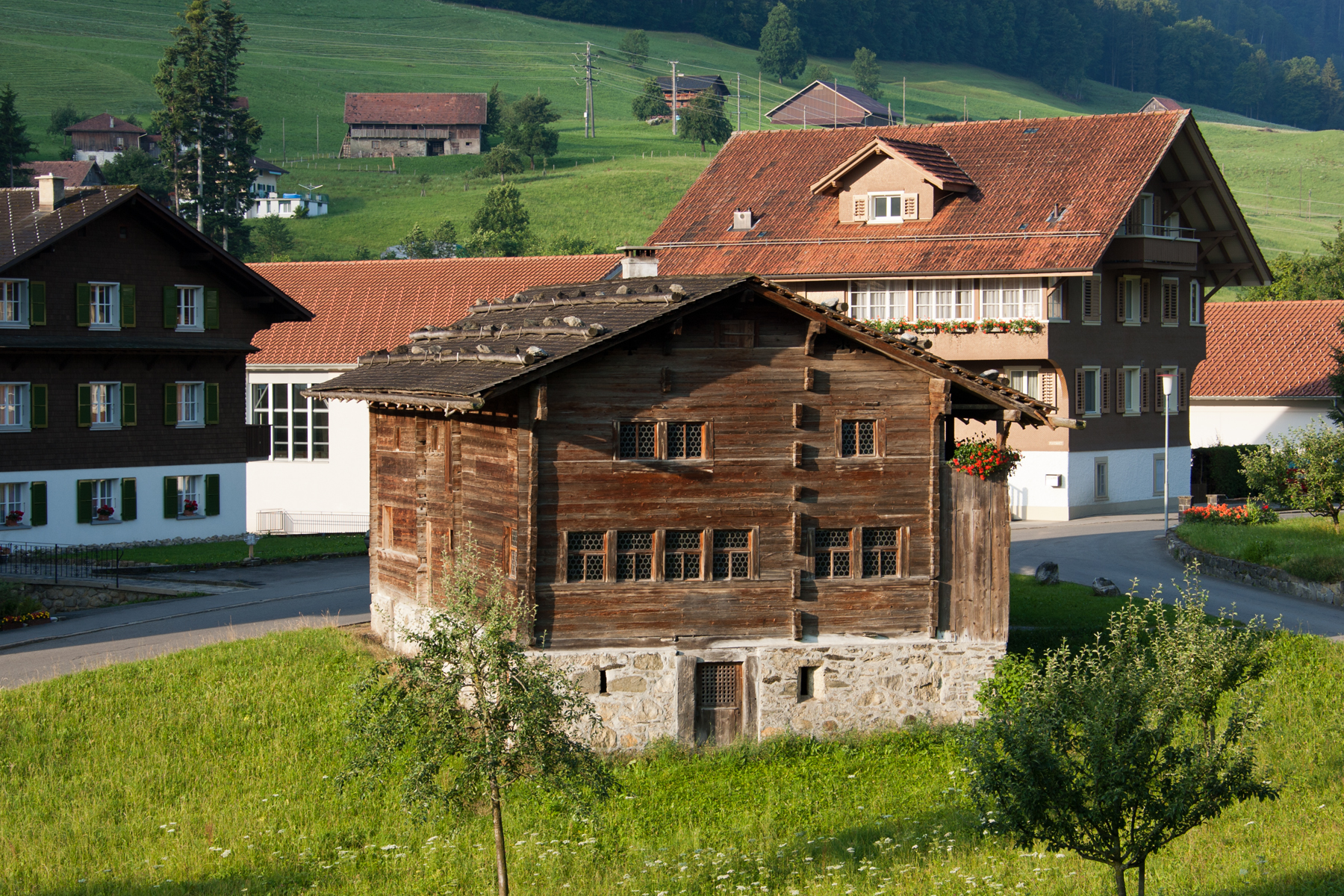
Rodný dům bratra Klause

Téměř všichni obyvatelé mluví německy jako každodenním hovorovým jazykem, a to místním alemanským dialektem, zvaným Obwaldnerdeutsch. Při sčítání lidu v roce 2000 uvedlo 92,8 % obyvatel jako svůj hlavní jazyk němčinu, 1,5 % srbochorvatštinu, 1,0 % italštinu a portugalštinu a 0,9 % albánštinu.

### Národnostní složení
Z celkového počtu 5 146 obyvatel na konci roku 2018 bylo 4 490 (87,25 %) švýcarských státních příslušníků. Většina přistěhovalců pochází ze střední Evropy (Německo, Rakousko a Nizozemsko), jižní Evropy (Portugalsko a Itálie), bývalé Jugoslávie (Srbsko, Chorvatsko, Kosovo, Severní Makedonie a Bosna a Hercegovina) a Asie (Srí Lanka, Sýrie a Irák). Při sčítání lidu v roce 2000 mělo 3 781 osob (87,83 %) švýcarské občanství, z toho 133 osob mělo dvojí občanství.

## Doprava
Sachseln je napojen na dálnici A8. V roce 1997 byl otevřen 5,1 km dlouhý obchvatový tunel Sachseln, který od té doby odlehčil obci od průjezdné dopravy.
Sachseln leží na železniční trati Brünigbahn; železniční stanice Sachseln a zastávka Ewil Maxon na trati, v současnosti patřící pod společnost Zentralbahn, zajišťují spojení vlakovými spoji směrem na Lucern a přes průsmyk Brünig do Meiringenu a Interlakenu. Z nádraží Sachseln jezdí do místní části Flüeli-Ranft autobusová linka Postauto. Kromě toho jezdí večer poštovní autobusy ze Sarnenu přes Kerns do Flüeli-Ranft.

## Osobnosti
- Mikuláš z Flüe (známý také jako bratr Klaus, 1417–1487), narodil se v osadě Flüeli a většinu života prožil v Sachselnu